# Iglesia evangélica armenia

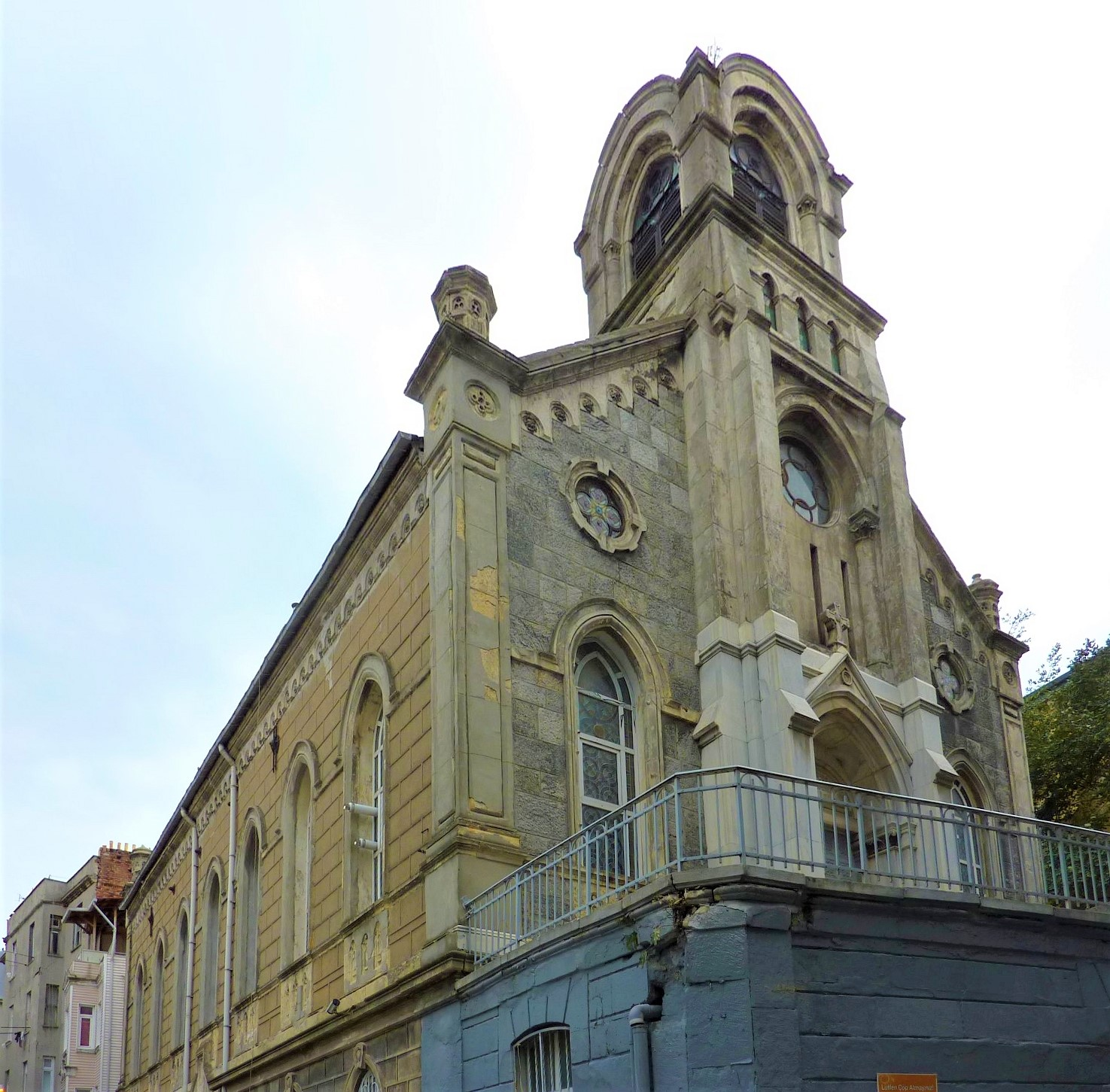
Iglesia Evangélica Armenia de Aynalıçeşme, Estambul

La Iglesia evangélica armenia (armenio: Հայաստանեայց Աւետարանական Եկեղեցի) fue establecida el 1 de julio de 1846 por treinta y siete hombres y tres mujeres en Constantinopla.
En el siglo XIX, se produjo un despertar intelectual y espiritual en Constantinopla, que empujó a los reformistas al estudio de la Biblia. Bajo el patronazgo del Patriarcado armenio se abrió una escuela, la cual sería dirigida por Krikor Peshdimaljian, uno de los líderes intelectuales del momento. El objetivo principal de esta escuela era la preparación de clérigos cualificados destinados a la Iglesia apostólica armenia.
El resultado de este despertar fue la formación de una sociedad llamada la “Unión Piadosa”, cuyos miembros se reunían para estudiar la Biblia. Naturalmente, durante estas reuniones, surgían muchas preguntas cuestionando las prácticas y las tradiciones de la Iglesia, las cuales parecían estar en conflicto con los dogmas de la Iglesia. A causa de esto, las autoridades eclesiásticas de la época decidieron silenciar estas cuestiones.
Los reformistas tuvieron que enfrentarse a una fuerte represión por parte del Patriarcado Armenio de Estambul. Finalmente, después de que el Patriarca Matteos Chouhajian excomulgara a los reformistas, estos se vieron forzados a organizarse como una comunidad religiosa distinta, el Protestant Millet. Esta separación condujo a la formación de la Iglesia evangélica armenia en 1846.
Actualmente, existen iglesias evangélicas armenias en los siguientes países: Argentina, Armenia, Australia, Bélgica, Brasil, Bulgaria, Canadá, Chipre, Egipto, Inglaterra, Francia, Georgia, Grecia, Irán, Líbano, Siria, Turquía, Uruguay y Estados Unidos.

## Uniones Evangélicas Armenias
- Unión de las Iglesias Evangélicas Armenias de Oriente Próximo (UAECNE, 1924)
- Unión Evangélica Armenia de Norteamérica (AEUNA, 1971)
- Unión Evangélica Armenia de Francia (AEUF, 1924)
- Unión de Iglesias Evangélicas de Armenia (1995)
- Unión Evangélica Armenia de Eurasia (1995)
- Amistad Evangélica Armenia de Europa
- Unión de las Asociaciones Evangélicas Armenias de Bulgaria (1995)